# Hassan I-universiteit
De Hassan I-universiteit (L'Université Hassan I) is een universiteit in de Marokkaanse stad Settat.
De Hassan I-universiteit is vernoemd naar de 19e-eeuwse sultan Hassan I van Marokko. De universiteit is juridisch in het leven geroepen in 1997, hoewel er al een universiteitskern bestond in Settat sinds 1994 vanuit het ENCG en het FST, die toen deel uitmaakten van de Université Chouaib DOUKKALI d’El Jadida.
De aparte universiteit ontstond vanuit het idee om de universiteit te regionaliseren om op die manier de vorming en het onderzoek meer te richten op de noden van de regio Chaouia-Ouardigha.
De Université Hassan I maakt deel uit van een netwerk van 14 universiteiten in Marokko. Zij staat onder de voogdij van het Ministère de l’Education Nationale, de l’Enseignement Supérieur, de la Recherche Scientifique et de la Formation des Cadres.
Universitaire vestigingen in Settat:
- École Nationale de Commerce et Gestion (economische opleidingen)
- Faculté des Sciences Juridiques Économiques et Sociales (juridische opleidingen)
- Faculté des Sciences et Techniques (wetenschappelijke en technische opleidingen)